# Исландско-польские отношения
Исландско-польские отношения — двусторонние дипломатические отношения между Исландией и Польшей. Государства являются членами Организации Объединённых Наций, Европейской экономической зоны, НАТО, Организации по безопасности и сотрудничеству в Европе, Совета государств Балтийского моря, Совета Европы, Всемирной торговой организации (ВТО) и Организации экономического сотрудничества и развития.

## История
С 1389 по 1442 год Эрик Померанский из дома Грейфов был правителем Исландии как король Норвегии Эрик III (с 1397 по 1442 год в составе Кальмарской унии), и его могила находится в родном городе Дарлово в Польше.
Первый  контакт между Исландией и Польшей состоялся в 1613 году, когда чешский монах Даниэль Стрейц-Веттерус посетил Исландию и провел на острове значительное количество времени. В 1638 году опубликовал книгу на польском языке под названием Islandia, álbo Krotkie opisanie Wyspy Islandiy (изданную в Лешно, Польша) о своих путешествиях по стране. В XIX веке польский писатель Эдмунд Хоецкий прибыл в Исландию в качестве секретаря будущего французского императора Наполеона III. В 1857 году Эдмунд Хоецкий опубликовал книгу на французском языке под названием Voyage dans les mers du nord à bord de la corvette la Reine Hortense, в которой описал свои путешествия и опыт в Исландии.
В 1924 году Исландия и Польша подписали Договор о торговле и судоходстве. Перед окончанием Второй мировой войны Исландия признала Польское Временное правительство национального единства в июле 1945 года. Дипломатические отношения между государствами были официально установлены в январе 1946 года. В 1956 году Польша открыла консульство в Рейкьявике, которое просуществовало до 1981 года.
В 2008 году Польша вновь открыла генеральное консульство в Рейкьявике. Польское консульство позже было преобразовано в посольство.

## Военное сотрудничество
Военно-воздушные силы Польши принимают участие в миссии НАТО по охране воздушного пространства над Исландией.

## Государственные визиты
В 1999 году президент Исландии Оулавюр Рагнар Гримссон посетил Польшу с официальным визитом, став первым главой исландского государства, посетившим эту страну. В мае 2000 года президент Польши Александр Квасьневский нанес ответный визит в Исландию. В марте 2020 года президент Исландии Гвюдни Йоуханнессон посетил Польшу с официальным визитом вместе со своей женой.

## Транспорт
Между Исландией и Польшей есть прямые рейсы, которые обслуживает авиакомпания Wizz Air.

## Миграция
В 1960-х годах польские мигранты начали прибывать в Исландию для работы на верфях по всей стране. Нуждаясь в рабочей силе, Исландия начала набирать польских рабочих и в 1980-х годах. В середине 2000-х годов польская община насчитывала более 20 000 членов. После исландского финансового кризиса 2008—2011 годов польская община сократилась вдвое, однако в настоящее время поляки составляют 3 % от общей численности населения острова и являются самой большой иностранной общиной в Исландии.

## Торговля
Государства ведут торговлю в рамках Европейского единого рынка, причем Исландия входит в Европейскую ассоциацию свободной торговли, а Польша является полноправным членом Европейского союза.

## Постоянные дипломатические миссии
- У Исландии имеется посольство в Варшаве[11].
- У Польши есть посольство в Рейкьявике[12].